# Митковицы
Митковицы — деревня в Печорском районе Псковской области России. Входит в состав городского поселения «Печоры».
Расположена в 12 км к юго-востоку от центра района и городского поселения, города Печоры.
До 2005 года входила в состав ныне упразднённой Печорской волости.

## Население
Численность населения деревни составляет 45 жителей (2000 год).
| 2001 | 2002 | 2010 |
| ---- | ---- | ---- |
| 45   | →45  | ↘25  |